# Sofie-Amaliegård Skov
Sofie-Amaliegård Skov är en skog i Danmark.   Den ligger väster om Hornslet i Syddjurs kommun, Region Mittjylland, i den centrala delen av landet, 160 km väster om Köpenhamn.